# برنتلی اینترنشنال
برنتلی اینترنشنال (به انگلیسی: Brantly International) یک شرکت کوچک بالگردسازی آمریکایی است که سهام آن توسط چینگدائو هایلی چین خریداری شد و بالگردها در چین تولید می‌شوند. این شرکت تنها دو مدل بالگرد قدیمی دارد که برای مصارف کشاورزی فعالیت می‌کنند.

## محصولات برنتلی
- برنتلی بی-۱
- برنتلی بی-۲
- برنتلی ۳۰۵